# Marburger Kreis (Diakonie)
Der Marburger Kreis (MK) ist eine Arbeitsgruppe von Christen aus verschiedenen Konfessionen und Berufen. Er ist in Deutschland, Österreich und der Schweiz vertreten.
Seine Arbeit wurzelt in der Arbeit des deutsch-amerikanischen Theologen Frank Buchman und setzte sich in der Gruppenbewegung, wie z. B. der Oxford-Gruppe in den 1930er Jahren, in Deutschland fort. Nach dem Zweiten Weltkrieg durch Arthur Richter neu begonnen, wuchs die Arbeit des Marburger Kreises und mündete schließlich 1957 in der Gründung eines eingetragenen Vereins. Der Name Marburger Kreis ergibt sich aus dem Ort der Gründungsversammlung, Marburg.
Die Arbeit in den 1950er und 1960er Jahren wurde von einigen Religionswissenschaftlern als eine von vielen Vorstufen der charismatischen Bewegung in Deutschland eingestuft. So gingen einige Vertreter der charismatischen Bewegung aus dem Marburger Kreis hervor, beispielsweise Arnold Bittlinger, Wolfram Kopfermann, Albrecht zu Castell-Castell oder Wilhard Becker.
Der Verein hat in Deutschland etwa 4.300 Mitarbeiter, die sich regelmäßig in rund 450 örtlichen Gruppen treffen, 500 Mitarbeiter mit etwa 50 Gruppen in der Schweiz und einige Gruppen in Österreich. Bis auf wenige Angestellte in der Würzburger Zentrale ist alle Mitarbeit ehrenamtlich. Die Arbeit des Marburger Kreises wird ausschließlich durch Spenden finanziert.
Sitz des Vereins ist Würzburg.
Der Verein ist Mitglied der Arbeitsgemeinschaft Missionarische Dienste im Diakonischen Werk der Evangelischen Kirche in Deutschland. Er steht der Deutschen Evangelischen Allianz nahe. Außerdem ist der Marburger Kreis Partner im Willow-Creek-Netzwerk.
Die Jugendarbeit trägt den Namen crossover und veranstaltet alljährlich eine Vielzahl von Jugendfreizeiten und anderen Events für Jugendliche und junge Erwachsene. Aus „crossover“ ging die Band „Crossing“ hervor, die christlichen Rock spielt.